# Diocèse des Îles du Vent
Le diocèse des Îles du Vent est un diocèse anglican appartenant à la province ecclésiastique des Indes Occidentales, dans les Antilles.

## Historique
Le diocèse est créé le 8 novembre 1877. Il s’étend sur les îles de Saint-Vincent, de Grenade et de Tobago, ainsi que l’archipel des Grenadines.  Tobago est transféré au diocèse de Trinité en 1889 pour former le diocèse de Trinité-et-Tobago, lorsque l’îles de Trinité et de Tobago sont réunies politiquement. L’île de Sainte-Lucie rejoint le diocèse des Îles du Vent en 1899.